# Mastectomía radical
La mastectomía radical es un procedimiento quirúrgico que implica la extirpación de la glándula mamaria completa, la musculatura pectoral subyacente (incluidos el pectoral mayor y el pectoral menor ) y los ganglios linfáticos de la axila como tratamiento para el cáncer de mama.

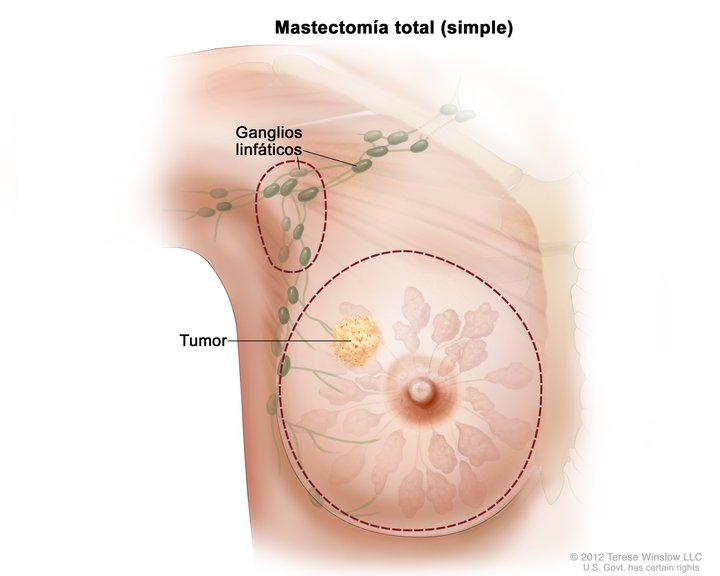
Mastectomía total (simple); el dibujo muestra la extirpación de la mama y los ganglios linfáticos. La línea de puntos muestra el lugar donde se extirpa toda la mama. También se pueden extirpar algunos ganglios linfáticos debajo del brazo.

En la mastectomia radical clásica también se extirpan los músculos pectorales mayor y menor. Este tipo de mastectomia es también conocida como operación o mastectomia de Halsted, en honor de William Stewart Halsted, el cirujano estadounidense que la popularizó. 
En la mastectomía radical modificada se conservan los músculos pectorales o como máximo se extirpa exclusivamente el pectoral menor, (modificación técnica de Patey) conservando el mayor. Aunque era el tipo de cirugía más frecuente en el tratamiento de cáncer de mama, en el momento actual esta cirugía tiende a ser más conservadora.